# IC 2707
IC 2707 је елиптична галаксија у сазвјежђу Лав која се налази на листи објеката дубоког неба у Индекс каталогу.
Деклинација објекта је + 9° 28' 27" а ректасцензија 11h 18m 30,9s. Привидна величина (магнитуда) објекта IC 2707 износи 14,8 а фотографска магнитуда 15,8.